# Boršov (Jihlavai járás)
Boršov település Csehországban, a Jihlavai járásban. Boršov Dušejov, Hubenov, Hojkov, Milíčov és Mirošov településekkel határos. Lakosainak száma 170 fő (2024. január 1.).

## Népesség
A település lakosságának változását az alábbi diagram mutatja:
| Lakosok száma | 238  | 291  | 272  | 186  | 131  | 158  | 161  | 168  | 158  | 170  |
|               | 1869 | 1900 | 1921 | 1961 | 1980 | 2011 | 2016 | 2019 | 2021 | 2024 |